# سيجي هيساماتسو
سيجي هيساماتسو (20 فبراير 1912 - 28 ديسمبر 1990)، هو مخرج أفلام ياباني. أخرج 101 فيلمًا بين عامي 1934 و1965.

## روابط خارجية
- Seiji Hisamatsu في قاعدة بيانات الأفلام على الإنترنت